# Gāv Sefīd-e Bozorg
Gāv Sefīd-e Bozorg (persiska: گاو سِفيد, چاه سِفيد بُزُرگ, گاو سِفيد بُزُرگ, گاو سفيد بزرگ, Gāv Sefīd) är en ort i Iran.   Den ligger i provinsen Bushehr, i den centrala delen av landet, 700 km söder om huvudstaden Teheran. Gāv Sefīd-e Bozorg ligger 24 meter över havet och antalet invånare är 347.
Terrängen runt Gāv Sefīd-e Bozorg är platt. Runt Gāv Sefīd-e Bozorg är det ganska glesbefolkat, med 38 invånare per kvadratkilometer. Närmaste större samhälle är Bandar-e Ganāveh, 17,3 km väster om Gāv Sefīd-e Bozorg. Trakten runt Gāv Sefīd-e Bozorg är ofruktbar med lite eller ingen växtlighet.